# ده فرمان (قسمت سوم)
ده فرمان (اپیزود سوم) سومین قسمت از مجموعه ده قسمتی ده فرمان ساخته کریشتوف کیشلوفسکی است.
این مجموعه بین سال‌های ۱۹۸۸ تا ۱۹۸۹ میلادی ساخته شد، کریشتوف کیشلوفسکی به همراه کشیشتف پیسیویچ فیلمنامه این مجموعه را به نگارش درآوردند.

## خلاصه داستان
روز سبت را یاد کن
داستان، بیانی ساده از گذران کریسمسی تلخ و شیرین برای پدر خانواده (یانوش) است. یانوش به همراه خانواده به مراسم عشای ربانی می‌رود و شبی خوش را در کنار فرزندان و همسر خود می‌گذراند تا آنجا که دوست سابقش (اوا) را در مراسم می‌بیند. معشوقه‌ای که گذشتهٔ یانوش و او برای خواننده مبهوم است… اوا به بهانهٔ گم شدن همسرش از یانوش کمک می‌خواهد و یانوش با بهانه‌های واهی خانه را ترک کرده و در شب کریسمس را با معشوقهٔ سابقش می‌گذراند. ارتباطات و دیالوگ‌های این دو به مرور گوشه‌های از گذشتهٔ مبهم این دو را آشکار می‌کند. یانوش شبی را بی آنکه بداند در اسارت عشق پایان ناپذیر اوا سر می‌کند…